# أوريليو دي سوزا سواريس
أوريليو دي سوزا سواريس هو لاعب كرة قدم أنغولي في مركز الدفاع، ولد في 18 أبريل 1974 في بنغيلا في أنغولا. شارك مع منتخب أنغولا لكرة القدم. أما مع النوادي، فقد لعب مع أكاديميكا كويمبرا ونادي بريميرو دي أغوستو.

## وصلات خارجية
- أوريليو دي سوزا سواريس على موقع قاعدة بيانات كرة القدم.إي يو (الإنجليزية)
- أوريليو دي سوزا سواريس على موقع ناشيونال فوتبول تيمز (الإنجليزية)